# Print Screen

Prt Sc em um teclado norte-americano

Print Screen (geralmente abreviada como Print Scrn, Prnt Scrn, Prt Scrn, Prt Scn, Prt Scr, Prt Sc ou Pr Sc) é uma tecla presente na maioria dos teclados de PCs. Geralmente, ela está situada na mesma seção que a tecla Break e a tecla Scroll Lock. A tela de impressão pode compartilhar a mesma chave da SysRq.
O seu uso para produzir capturas de tela/ecrã em muitos sistemas operacionais modernos difundiu o uso dos anglicismos screenshot, printscreen e print na língua portuguesa – e mais recentemente, originou o verbo neológico printar.

## Uso original
Em sistemas operacionais baseados em linha de comando, como o MS-DOS, esta tecla faz com que o conteúdo do buffer de memória da tela do modo de texto atual seja copiado para a porta de impressora padrão, geralmente LPT1. Em essência, tudo o que estiver na tela quando a tecla for pressionada será impresso. Pressionar a tecla Ctrl em combinação com Prt Sc liga e desliga o recurso "eco da impressora". Quando o eco está ativo, qualquer saída de texto convencional para a tela será copiada ("ecoada") para a impressora. Também existe um caractere Unicode para a tela de impressão, U + 2399 ⎙ PRINT SCREEN SYMBOL.

## Uso moderno
Os sistemas operacionais de última geração que usam uma interface gráfica tendem a salvar uma imagem de bitmap da tela atual, ou captura de tela, na área de transferência ou área de armazenamento comparável. Alguns shells permitem a modificação do comportamento exato usando teclas modificadoras, como a tecla de controle.
No Microsoft Windows, pressionar Prt Sc irá capturar a tela inteira, enquanto pressionar a tecla Alt em combinação com Prt Sc irá capturar a janela atualmente selecionada. A imagem capturada pode então ser colada em um programa de edição, como um programa gráfico ou até mesmo um processador de texto. Pressionar Prt Sc com a tecla Alt esquerda e Shift ⇧ esquerda pressionada ativa um modo de alto contraste (este atalho de teclado pode ser desativado pelo usuário). Desde o Windows 8, pressionar a tecla ⊞ Win em combinação com Prt Sc (e opcionalmente em adição à tecla Alt) salvará a imagem capturada no disco (o local padrão das imagens). Esse comportamento é, portanto, compatível com as versões anteriores de usuários que aprenderam as ações da tela de impressão em sistemas operacionais como o MS-DOS. No Windows 10, a tecla Prt Sc pode ser configurada para abrir a função 'Novo' da ferramenta Snip & Sketch. Isso permite que o usuário obtenha uma captura de tela de tela inteira, janela específica ou área definida e copie para a área de transferência. Este comportamento pode ser habilitado indo para Snip & Sketch, acessando Configurações através do menu e habilitando o 'Use o botão PrtScn para abrir o recorte de tela'.
No KDE e no GNOME, estão disponíveis atalhos muito semelhantes, que abrem uma ferramenta de captura de tela (KSnapshot ou Captura de tela do GNOME respectivamente), oferecendo opções para salvar a captura de tela, além de mais opções como escolher manualmente uma janela específica, área da tela, usando um tempo limite, etc. O envio da imagem para vários serviços (KDE), ou mesmo a gravação de tela (GNOME), também está embutido.
O Macintosh não usa uma tecla de tela de impressão; em vez disso, são usadas combinações de teclas que começam com ⌘ Cmd + ⇧ Shift. Essas combinações de teclas são usadas para fornecer mais funcionalidade, incluindo a capacidade de selecionar objetos de tela. ⌘ Cmd + ⇧ Shift + 3 captura a tela inteira, enquanto ⌘ Cmd + ⇧ Shift + 4 permite que parte da tela seja selecionada. As funções padrão da tela de impressão descritas acima salvam a imagem na área de trabalho. No entanto, o uso de qualquer uma das sequências de teclas descritas acima, mas também pressionar a tecla Ctrl irá modificar o comportamento de copiar a imagem para a área de transferência do sistema.